# James Ferguson (astronomo)
James Ferguson (31 agosto 1797 – 26 settembre 1867) è stato un astronomo e ingegnere statunitense.
| 31 Euphrosyne | 1º settembre 1854 |
| 50 Virginia   | 4 ottobre 1857    |
| 60 Echo       | 14 settembre 1860 |

Ferguson è nato in Scozia nel 1797. Nel 1800, quando aveva solo 3 anni, la sua famiglia si è trasferita negli Stati Uniti, a New York.
Prima di dedicarsi all'astronomia è stato assistente ingegnere nella costruzione del canale Erie. Dal 1847 ha lavorato all'United States Naval Observatory dove si è dedicato all'osservazione degli asteroidi e delle comete.
Ha scoperto 3 asteroidi tra cui 31 Euphrosyne, il primo scoperto dal Nord America.
L'asteroide 1745 Ferguson è stato battezzato in suo onore.